# اورولواتا
اورولواتا (به لاتین: Urulewatta) یک منطقهٔ مسکونی در سری‌لانکا است که در استان مرکزی (سری‌لانکا) واقع شده‌است.